# Csúai japán császár
Csúai japán császár (仲哀天皇;Hepburn-átírással: Chúai tennó) más néven Taraszi Nakacuhiko no Szumeramikoto Japán tizennegyedik császára a hagyományos öröklési sorrend szerint. Uralkodásának ideje 192-től 200-ig tartott. Ő az első császár, aki a korábbi uralkodónak Szeimu császáranak nem a fia, hanem az unokaöccse volt.

## Élete
Chúai a történészek szerint „mitikus uralkodó”, aki akár létezhetett is, de életéről igen keveset tudunk. Igazolásához vagy tanulmányozásához nem áll rendelkezésre elegendő információ. A huszonkilencedik császár Kinmei császár uralkodása (509–571) az első, amelyet a korabeli történettudomány igazolni tud. Habár a korábbi császárok neve és uralkodásának ideje általánosan elfogadott, „hagyományosan” igazolni mégis csak a Jamato uralkodóház ötvenedik uralkodójának Kanmu császárnak uralkodása idején (737–806) sikerült.
Nincs bizonyíték arra vonatkozóan, hogy a tennó megnevezést már Csúai korában is használták. A mai Japánnak egy kis területén élő nemzetséget irányíthatott, mint törzsfőnök vagy nemzetségvezető. A Chúai Tennó nevet halála után kapta.
A Kodzsiki és Nihonsoki szerint Ódzsin császár apja volt. Régészeti bizonyítékok alapján Ódzsinról úgy hiszik, hogy valóban élt, de életrajza hiányos.

## Fordítás
- Ez a szócikk részben vagy egészben  az   Emperor Chúai című angol Wikipédia-szócikk fordításán alapul.  Az eredeti cikk szerkesztőit annak laptörténete sorolja fel. Ez a jelzés csupán a megfogalmazás eredetét és a szerzői jogokat jelzi, nem szolgál a cikkben szereplő információk forrásmegjelöléseként.